# Autobahnkirche Geiselwind

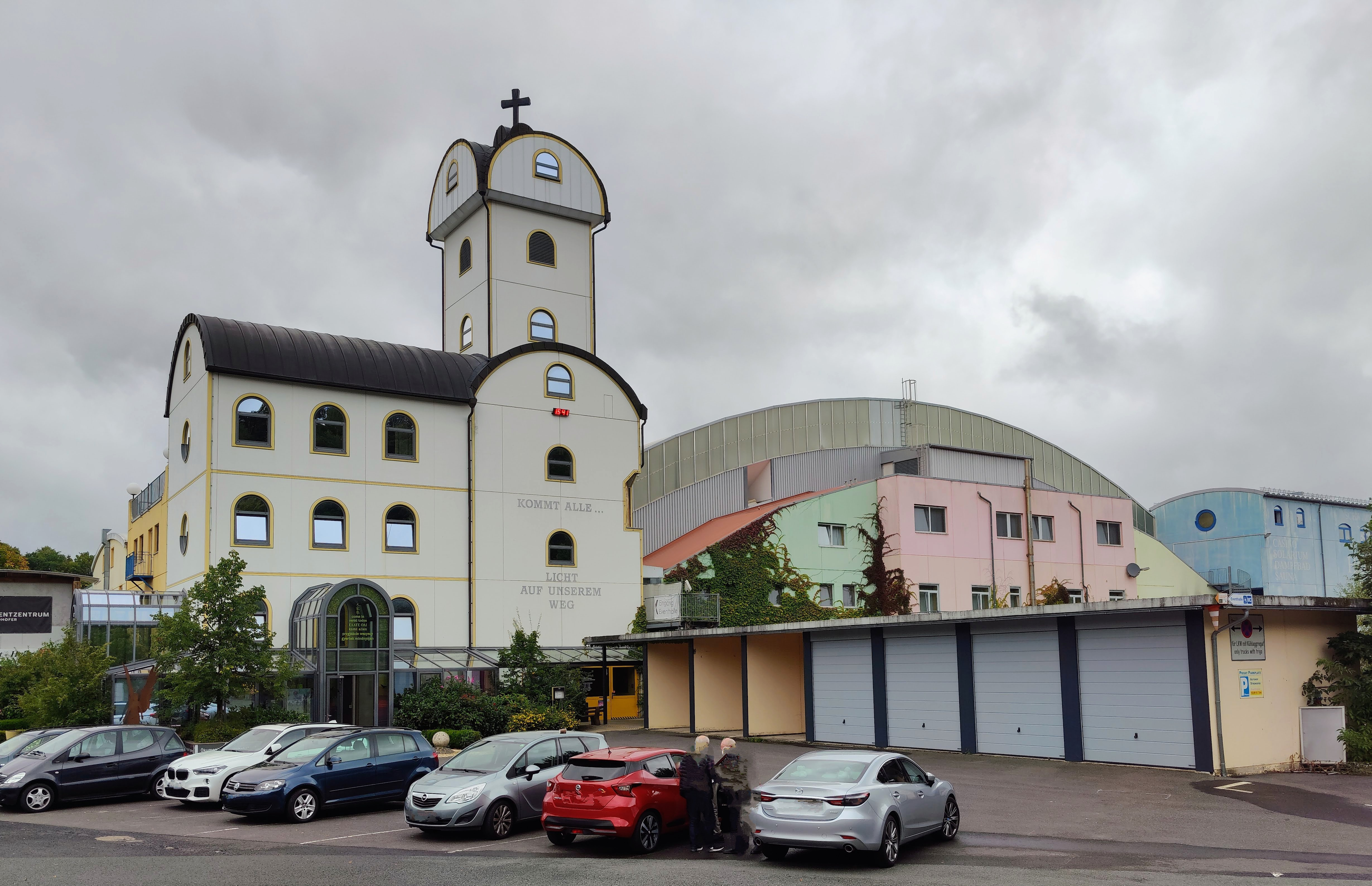
Autobahnkirche Geiselwind

Die Autobahnkirche Geiselwind (Patrozinium Licht auf unserem Weg) ist ein Gotteshaus an der Bundesautobahn 3 Würzburg–Nürnberg im unterfränkischen Geiselwind. Es handelt sich um die erste private, ökumenische Kirche an einer deutschen Fernstraße.

## Geschichte
Bereits mit dem Autobahnbau im Jahr 1962 wurde das Grundstück der Familie Strohofer in Geiselwind von der Straße zerschnitten. In den 1970er entstand auf dem Grundstück dann eine Autobahnrasthofanlage mit Großtankstelle, die in den nachfolgenden Jahrzehnten um eine Multifunktionshalle und Hotels erweitert wurde. Heute besteht auf dem Areal der größte Rasthof, mit der größten Tankstellenanlage Europas. Bereits in den 1990er Jahren begann auch die Planung einer Autobahnkirche am Rande des Rasthofs.
Die Kirche wurde aus Fertigbauteilen errichtet, sodass sie in wenigen Monaten fertiggestellt werden konnte. Im Juni 2000 wurden die Glocken in den Glockenstuhl der Kirche gebracht. Die künstlerische Ausstattung der Kirche wurde von der Tochter des Betreibers, Manuela Strohofer, initiiert. Die Kirche wurde am 7. September 2001 in einem ökumenischen Gottesdienst  eingeweiht, welchen der Ansbacher Regionalbischof der Evangelisch-Lutherischen Kirche in Bayern Ernst Bezzel und der Bamberger Domkapitular Wolfgang Klausnitzer gestalteten.
Im Jahr 2002 wurde das Gotteshaus mit einem Platz für die Verkehrstoten entlang der Bundesautobahn 3 ausgestattet. Zeitweise fanden in der Kirche auch öffentliche Exerzitien der katholischen Kirche statt. Um den Fernfahrern das Ausschlafen zu ermöglichen, finden die Gottesdienste in der Kirche an den Nachmittagen statt. Die Autobahnkirche wird heute von der Kommunität der Geschwister Jesu mit Ordensschwester Teresa Zukic betreut. Die Kirche ist Teil des Evangelisch-Lutherischen Dekanats Bamberg und des Seelsorgebereichs Steigerwald im katholischen Dekanat Bamberg.

## Architektur
Die Kirche ist ein dreigeschossiger Bau mit Turm. Das Langhaus schließt mit einem Tonnendach ab. Es wird von mehreren halbrunden Fenstern durchlichtet. Der Turm wurde als Chorturm geschaffen. Der charakteristische Dachaufbau wird durch ein Kreuztonnengewölbe gebildet. Das Obergeschoss ragt über die Breite des Turmes hervor. Der Turm ist 30 Meter hoch. Der Aufbau wird von einem plastischen Kreuz bekrönt, das in der Nacht angestrahlt wird und von der Autobahn aus zu sehen ist. Der Eingang zum Gotteshaus erfolgt über einen gläsernen Vorbau. Hier ist ein Andachtsraum mit einem Taufbecken zu finden, das als Brunnen gestaltet wurde. Im Inneren wird der Raum von einer vierseitigen Empore geprägt.

## Ausstattung
Das Innere der Autobahnkirche wird zum größten Teil durch Ausstattungsstücke aus den 2000er Jahren geprägt. Sie kombinieren klassisch-liturgische Elemente beider Konfessionen mit zeitgenössischen Architekturelementen. So wird der Volksaltar, der aus einer umgedrehten Wurzel aus zwölf Ästen besteht, indirekt beleuchtet. Die Kirchendecke ist mit Halogenlampen besetzt, die an das Patrozinium der Kirche erinnern.  Andere Ausstattungsstücke wie Andachtsbänke sind von hellem Holz geprägt. Auch die Leuchter und eine Bank im Innenraum sind aus unbearbeiteten Hölzern geschaffen. Statt eines Altarblattes brachte man ein abstraktes Gemälde in gelb und rot oberhalb des Ambos an.
Im zentralen, runden Glasfenster sind die Kontinente der Erde zu sehen. Die Kirche erhielt im Jahr 2000 insgesamt vier Glocken, die größte wurde dem heiligen Antonius als Schutzpatron der Reisenden geweiht. Mehrere Kapellen und Anräume wurden im Inneren der Kirche untergebracht. Unter anderem ist hier die vollplastische Figur eines Schutzmantelchristus zu finden. Weitere Holzfiguren dienen als Andachtsbilder. Der Charakter als Autobahnkirche wird durch eine Gedenktafel an den verstorbenen Schlager- und Truckersänger Gunter Gabriel unterstrichen.